# 奥山弘道
奥山 弘道（おくやま ひろみち、延享4年（1747年）- 享和2年9月6日（1802年10月2日））は江戸時代中期-後期の儒学者、教育者。字（あざな）は君美。通称は卯蔵。号は審軒。福岡藩藩儒。

## 経歴
福岡藩士奥山正好の子として筑前国に生まれる。安井静宇の門に学び、天明3年（1783年）福岡藩第9代藩主黒田斉隆の命により、藩校修猷館が創建されると、その教導となる。
その後、支藩の秋月藩藩主の侍読となり、寛政3年（1791年）修猷館総受持（館長）竹田定良により、井土周徳、島村遜とともに、総受持助に任命され、定良の総受持職を3名で輪番で補佐することとなった。
福岡藩主黒田家の家譜の編修にも携わった。